# Phil Booth
Phil Booth (Baltimora, 31 dicembre 1995) è un cestista statunitense.

## Statistiche

### College
| Anno       | Squadra            | PG  | PT | MP   | TC%  | 3P%  | TL%  | RP  | AP  | PRP | SP  | PP   |
| ---------- | ------------------ | --- | -- | ---- | ---- | ---- | ---- | --- | --- | --- | --- | ---- |
| 2014-2015  | Villanova Wildcats | 36  | 0  | 14,5 | 56,3 | 48,5 | 73,9 | 1,5 | 1,4 | 0,3 | 0,0 | 5,8  |
| 2015-2016† | Villanova Wildcats | 40  | 3  | 21,9 | 36,8 | 31,7 | 87,7 | 2,1 | 2,1 | 0,8 | 0,1 | 7,0  |
| 2016-2017  | Villanova Wildcats | 3   | 3  | 24,0 | 26,3 | 22,2 | 100  | 1,7 | 2,0 | 0,3 | 0,0 | 5,7  |
| 2017-2018† | Villanova Wildcats | 33  | 31 | 27,4 | 44,1 | 37,9 | 80,0 | 3,2 | 2,9 | 0,8 | 0,2 | 10,0 |
| 2018-2019  | Villanova Wildcats | 36  | 36 | 35,1 | 43,4 | 36,7 | 74,9 | 3,9 | 3,8 | 0,8 | 0,2 | 18,6 |
| Carriera   | Carriera           | 148 | 73 | 24,6 | 43,3 | 37,1 | 78,5 | 2,6 | 2,5 | 0,7 | 0,1 | 10,2 |

## Palmarès
- Campionati NCAA: 2

Villanova Wildcats: 2016, 2018
- Campionato belga: 1

Ostenda: 2021-22
- Supercoppa BNXT: 1

Ostenda: 2021